# Khamsīān
Khamsīān (persiska: خمسيان, مَزرَعِۀ خام سياه, خَم سيان) är en ort i Iran.   Den ligger i provinsen Yazd, i den centrala delen av landet, 500 km sydost om huvudstaden Teheran. Khamsīān ligger 1 851 meter över havet och antalet invånare är 185.
Terrängen runt Khamsīān är bergig. Runt Khamsīān är det ganska tätbefolkat, med 83 invånare per kvadratkilometer. Närmaste större samhälle är Kheẕrābād, 15,4 km öster om Khamsīān. Trakten runt Khamsīān är ofruktbar med lite eller ingen växtlighet.